# Scott Turow
Scott Turow, född 12 april 1949 i Chicago, Illinois, är en amerikansk författare och advokat. Turow har skrivit åtta romaner och två fackböcker och hans böcker har blivit översatta till 20 språk och har sålts i mer än 25 miljoner exemplar. Flera av hans böcker har filmatiserats.

## Biografi
Turow föddes i Chicago och studerade vid New Trier High School och vid Amherst College 1970. Senare även vid Stanford University, där han studerade 1970–1972. Sedan 1971 är han gift med konstnären Annette Weisberg.
Turow undervisade senare vid Stanford fram till 1975, då han började vid Harvard Law School. År 1977 skrev han One L, en bok om hans första år som juridikstudent. Efter examen 1978 arbetade Turow som jurist i Chicago fram till 1986. Därefter blev han romanförfattare och skrev bland annat The Burden of Proof, Presumed Innocent, Pleading Guilty och Personal Injuries. Alla fyra blev bästsäljare och Turow vann ett flertal litterära priser. Alla hans romaner utspelar sig i Kindle County och många av personerna i böckerna dyker upp i flera böcker.

### Romaner
- Presumed Innocent, 1987
- The Burden of Proof, 1990
- Pleading Guilty, 1993
- The Laws of Our Fathers, 1996
- Personal Injuries, 1999
- Reversible Errors, 2002
- Ordinary Heroes, 2005
- Limitations, 2006

### Fackböcker
- One L, 1977
- Ultimate Punishment: A Lawyer's Reflections on Dealing with the Death Penalty, 2003

### Utgivet på svenska
- Turow, Scott; Olofsson Lennart (översättning) (1987). Misstänkt. Stockholm: Bonnier. Libris 7147476. ISBN 91-0-047342-1
- Turow, Scott; Brunius Gull (översättning) (1991). Bindande bevis. Stockholm: Bonnier. Libris 7148006. ISBN 91-0-047985-3
- Turow, Scott; Olofsson Lennart (översättning) (1994). Skyldig. Stockholm: Bonnier. Libris 7149114. ISBN 91-0-055740-4
- Turow, Scott; Olofsson Lennart (översättning) (1998). Fädernas lagar. Stockholm: Bonnier. Libris 7149637. ISBN 91-0-056378-1
- Turow, Scott; Olofsson Lennart (översättning) (2000). Vållande. Stockholm: Natur och kultur. Libris 7230328. ISBN 91-27-07917-1

## Filmatiseringar
- Presumed Innocent, 1990
- The Burden of Proof, 1992
- Reversible Errors, 2004

## Priser och utmärkelser
- The Silver Dagger 1987 för Presumed Innocent
- The Martin Beck award 1988 för Misstänkt